# Excitón

Excitón

Un excitón es una cuasipartícula (o excitación elemental) de los sólidos formada por un electrón y un hueco ligados a través de la interacción coulombiana. Se da únicamente en semiconductores y aislantes.
Una forma de entender la formación del excitón es la siguiente: un fotón alcanza un semiconductor, excitando un electrón desde la banda de valencia a la banda de conducción. El hueco que deja tras de sí el electrón en la banda de valencia, al tener carga opuesta, interacciona con él, atrayéndolo a través de la fuerza de Coulomb, de forma que quedan ligados el uno al otro. El sistema que resulta de dicho vínculo es justamente el excitón, y posee una energía ligeramente menor que la de un electrón y un hueco libres. 
Dado que este sistema es similar al que forman, en los átomos hidrogenoides, el electrón y el núcleo, su función de onda también será hidrogenoide. Sin embargo, la energía de ligadura es mucho menor, y su tamaño mucho mayor que los del átomo de hidrógeno, debido a los efectos de apantallamiento (que se traduce en una permitividad dieléctrica mayor que la del vacío) y a la masa efectiva del electrón y el hueco, que son característicos del material.
En un átomo de hidrógeno el núcleo y el electrón pueden tener el espín paralelo o antiparalelo, y lo mismo le sucede al excitón.
El concepto de excitones fue propuesto por primera vez por Yakov Frenkel en 1931, cuando describió la excitación de los átomos en una red de aislantes. Propuso que este estado excitado sería capaz de viajar de una manera similar a las partículas a través de la red sin transferencia neta de carga.

## Subtipos
Los excitones pueden clasificarse atendiendo a dos casos límites, que dependen de las propiedades del material en cuestión:
- Excitón de Mott-Wannier : En semiconductores, la permitividad dieléctrica es, en general, grande y por tanto el apantallamiento tiende a reducir la interacción coulombiana entre los electrones y los huecos. El resultado es un excitón de Mott-Wannier, que tiene un radio mucho mayor que el parámetro de red del material. Esto hace que el efecto del potencial cristalino deba ser incorporado en el cálculo de las masas efectivas del electrón y el hueco, que serán por tanto menores. Debido a esto y al apantallamiento de la interacción coulombiana, la energía de ligadura de estos excitones suele ser mucho menor que la del átomo de hidrógeno, típicamente del orden de 0,1 eV. Este tipo de excitón le debe su nombre a los físicos Sir Nevill Francis Mott y Gregory Wannier.

- Excitón de Frenkel: Cuando la permitividad dieléctrica del material es muy pequeña, entonces la interacción coulombiana entre el electrón y el hueco se vuelve muy fuerte y los excitones tienden a ser mucho menores, del orden del tamaño la celda unidad, por lo que el electrón y el hueco quedan emplazados en la misma celda. Este excitón de Frenkel, nombrado así por el físico Yakov Frenkel, tiene una energía de ligadura típica del orden de 1,0 eV.

Alternativamente, un excitón puede considerarse como un estado excitado de un átomo o ion que vaga de una celda de la red cristalina a otra.
A menudo hay más de una banda tanto para el electrón como para el hueco, lo que da lugar a diferentes tipos de excitones dentro de un mismo material. Incluso pueden usarse bandas de alta energía para la formación de excitones, como se demuestra en experimentos de absorción de dos fotones de femtosegundos.

## Dinámica
La probabilidad de que un par electrón-hueco se recombine (el electrón pase a ocupar el hueco) está limitada por la dificultad que supone para el par la pérdida del exceso de energía que contiene, por lo que los excitones tienen una vida media relativamente larga (se han llegado a observar vidas medias superiores a varios milisegundos en óxido cuproso Cu{\displaystyle _{2}}O). Se han propuesto múltiples mecanismos de desexcitación excitónica, entre los cuales hay dos de especial importancia. El primero consiste en la disipación de la energía del excitón a través de su interacción con fonones. El segundo es a través de la desexcitación radiativa, en la que la energía sobrante es cedida en forma de radiación electromagnética. En general actúa una combinación de ambos procesos.
Otro factor limitante en la probabilidad de recombinación es el solapamiento espacial de las funciones de onda del electrón y el hueco. Este solapamiento es menor para los electrones y huecos más ligeros y para estados muy excitados. 
Además, los excitones pueden moverse a través del sólido. Con esta energía cinética adicional la energía total del excitón puede superar a la del gap. Los excitones que se propagan a través de cristales moleculares son unos de los de mayor interés.

## Características
- Dado que un excitón es un estado ligado entre un electrón y un hueco, la carga total de esta cuasipartícula es nula, por lo que en su movimiento no transporta carga eléctrica, aunque sí energía.

## Interacciones

### Con otras partículas
Los excitones son el principal mecanismo de emisión y absorción de luz (emisión fotónica) en semiconductores a baja temperatura, cuando el producto de la constante de Boltzmann, k, por la temperatura, T, es menor que la energía de ligadura del excitón (kT < E{\displaystyle _{exciton}}). Este mecanismo deja de ser importante a altas temperaturas, donde predominan otros mecanismos como la recombinación electrónica de pares libres electrón-hueco (que no están ligados formando un excitón), o transiciones entre niveles que se encuentran en el interior del gap (introducidos por defectos de la red cristalina). 
Como consecuencia la única forma de estudiar los excitones a partir de medidas de absorción o emisión óptica es reducir la temperatura hasta alcanzar temperaturas del orden de unas decenas de Kelvin (aunque depende de la energía de ligadura de cada excitón).
Los excitones también pueden interaccionar con fonones y con distorsiones de la red (producidas por defectos tales como vacantes o impurezas) para formar polarones.

### Con otros excitones
Siempre que la interacción sea atractiva, un excitón puede ligarse con otros excitones para formar un 'biexcitón', de forma análoga a lo que sucede con las moléculas de dihidrógeno (H{\displaystyle _{2}}). Si se forma una alta densidad de excitones, la interacción entre ellos puede formar un "líquido de electrones-huecos", un estado del espacio de momentos en semiconductores indirectos.
Por otro lado, los excitones son partículas de espín entero, que obedecen por tanto a la estadística de Bose-Einstein (en el límite de densidades bajas). Se ha predicho que en algunos sistemas, donde las interacciones entre excitones son repulsivas, pueden aparecer condensados de Bose-Einstein como el estado fundamental del mismo, habiéndose observado dichos condensados en algunos experimentos. En ellos se enfría una muestra por debajo de los 5 kelvins. Cuando los electrones se recombinan con los huecos producen fotones, que, tras pasar por un montaje óptico, dan lugar a patrones de interferencia muy definidos, lo que es signo de que se trata de luz muy coherente, lo que indica que provienen de desexcitaciones muy coherentes, como las que se darían en un condensado de Bose-Einstein.